# 八字橋 (紹興)
30°00′08.7″N 120°35′15.2″E / 30.002417°N 120.587556°E
八字桥位于中国浙江省绍兴市越城区八字桥直街东端，因状如八字而得名，2001年被列为第五批全国重点文物保护单位。
八字桥始建于南宋嘉泰年间，宝祐四年（1256年）重建，清乾隆二十八年（1763年）大修，1982年再次大修。八字桥为石梁桥，东西向，单孔净跨4.91米，宽3.2米，桥洞高3.84米。其东端分南、北坡，西端分西、南坡，分别呈“八字”形，这一形态是中国早期简支梁桥中的孤例。